# Fußball-Club Bayern München 1965-1966
Questa voce raccoglie le informazioni riguardanti il Fußball-Club Bayern München nelle competizioni ufficiali della stagione 1965-1966.

## Stagione
In questa stagione il Bayern fa il suo esordio in Bundesliga: la prima partita in assoluto è il derby con il Monaco 1860, perso per 1-0. I Rossi si trovano tuttavia dalla quarta all'ottava giornata in testa alla classifica, e si prendono la rivincita nel ritorno coi futuri campioni del 1860 sconfiggendoli 3-0. Il campionato viene poi concluso al terzo posto a tre punti dalla vetta, e nel frattempo la squadra conquista la seconda coppa di Germania: nella finale di Francoforte i bavaresi hanno la meglio sul Meidericher, che viene sconfitto 4-2.

## Rosa
| N. |                     | Ruolo | Calciatore          |
| -- | ------------------- | ----- | ------------------- |
|    | Germania (bandiera) | P     | Fritz Kosar         |
|    | Germania (bandiera) | P     | Sepp Maier          |
|    | Germania (bandiera) | D     | Karl Borutta        |
|    | Germania (bandiera) | D     | Dieter Danzberg     |
|    | Germania (bandiera) | D     | Adolf Kunstwadl     |
|    | Germania (bandiera) | D     | Peter Kupferschmidt |
|    | Germania (bandiera) | D     | Manfred Mokosch     |
|    | Germania (bandiera) | D     | Hans Nowak          |
|    | Germania (bandiera) | D     | Werner Olk          |
|    | Germania (bandiera) | D     | Hans Rigotti        |
|    | Germania (bandiera) | D     | Hubert Windsperger  |
|    | Germania (bandiera) | C     | Franz Beckenbauer   |
|    | Germania (bandiera) | C     | Jakob Drescher      |

| N. |                     | Ruolo | Calciatore        |
| -- | ------------------- | ----- | ----------------- |
|    | Germania (bandiera) | C     | Rudolf Grosser    |
|    | Germania (bandiera) | C     | Dieter Koulmann   |
|    | Germania (bandiera) | C     | Rainer Ohlhauser  |
|    | Germania (bandiera) | C     | Peter Werner      |
|    | Bolivia (bandiera)  | A     | Ramiro Blacut     |
|    | Germania (bandiera) | A     | Dieter Brenninger |
|    | Germania (bandiera) | A     | Günter Kaussen    |
|    | Germania (bandiera) | A     | Kurt Kroiß        |
|    | Germania (bandiera) | A     | Gerd Müller       |
|    | Germania (bandiera) | A     | Rudolf Nafziger   |
|    | Germania (bandiera) | A     | Karl Schneider    |
|    | Croazia (bandiera)  | A     | Anton Vučkov      |

## Maglie e sponsor
|  | Casa |  | Trasferta |  |

## Organigramma societario
Area direttiva
- Presidente:  Wilhelm Neudecker

Area tecnica
- Allenatore: Zlatko Čajkovski
- Allenatore in seconda:
- Preparatore dei portieri:
- Preparatori atletici:

## Calciomercato

### Sessione estiva
| Acquisti | Acquisti        | Acquisti    | Acquisti |
| R.       | Nome            | da          | Modalità |
| -------- | --------------- | ----------- | -------- |
| D        | Dieter Danzberg | Meidericher |          |
| D        | Hans Nowak      | Schalke 04  |          |
| A        | Anton Vučkov    | Trešnjevka  |          |

| Cessioni | Cessioni         | Cessioni         | Cessioni |
| R.       | Nome             | a                | Modalità |
| -------- | ---------------- | ---------------- | -------- |
| C        | Otto Jaworski    | SVN Zweibrücken  |          |
| D        | Norbert Wodarzik | Schwaben Augusta |          |

## Risultati

### Bundesliga

#### Girone di andata
| Arbitro: | Ott |

|              |           |  |
| Konietzka 1’ | Marcatori |  |

| Arbitro: | Schmidt |

|                            |           |  |
| Ohlhauser 23’ Nafziger 86’ | Marcatori |  |

| Arbitro: | Treichel |

|                       |           |                                            |
| Ulsaß 63’ (rig.), 89’ | Marcatori | 24’ Ohlhauser 35’, 56’ Müller 76’ Drescher |

| Arbitro: | Weyland |

|                                                               |           |  |
| Ohlhauser 6’, 50’ Müller 35’, 54’ Brenninger 49’ Nafziger 64’ | Marcatori |  |

| Arbitro: | Horstmann |

|  |           |                           |
|  | Marcatori | 23’ Brenninger 75’ Müller |

| Arbitro: | Malka |

|                                                                     |           |                  |
| Beckenbauer 8’ Müller 16’ Brenninger 58’ Ohlhauser 64’ Nafziger 75’ | Marcatori | 40’ Dürrschnabel |

| Arbitro: | Regely |

|            |           |                          |
| Netzer 33’ | Marcatori | 43’ Ohlhauser 78’ Müller |

| Arbitro: | Sturm |

|  |           |                |
|  | Marcatori | 38’, 83’ Wosab |

| Arbitro: | Hennig |

|  |           |                                            |
|  | Marcatori | 9’, 78’ Nafziger 19’ Müller 81’ Brenninger |

| Arbitro: | Herden |

|           |           |             |
| Kreuz 65’ | Marcatori | 5’ Koulmann |

| Monaco di Baviera 30 ottobre 1965, ore 16:00 CET 11ª giornata | Bayern Monaco | 0 – 0 referto | Norimberga | Stadion an der Grünwalder Straße (35 000 spett.)\| Arbitro: \| Handwerker \| |
| Arbitro:                                                      | Handwerker    |               |            |                                                                              |

| Arbitro: | Schmidt |

|                                   |           |                                              |
| Mülhausen 14’, 44’ (rig.) Nix 60’ | Marcatori | 32’ Ohlhauser 47’ Brenninger 54’, 58’ Müller |

| Arbitro: | Thier |

|                                         |           |  |
| Müller 37’ Ohlhauser 68’ Brenninger 78’ | Marcatori |  |

| Arbitro: | Schulenburg |

|  |           |                  |
|  | Marcatori | 38’ (aut.) Menne |

| Arbitro: | Fritz |

|                                |           |  |
| Brenninger 10’, 55’ Müller 87’ | Marcatori |  |

| Arbitro: | Fritz |

|                                                                           |           |                        |
| Borutta 16’ (aut.) Hornig 24’, 67’ Pott 30’ (rig.) Müller 48’ Thielen 82’ | Marcatori | 43’ (rig.) Beckenbauer |

| Arbitro: | Thier |

|                                                   |           |             |
| Ohlhauser 40’ Koulmann 48’ Beckenbauer 90’ (rig.) | Marcatori | 23’ Piontek |

#### Girone di ritorno
| Arbitro: | Tschenscher |

|                                           |           |  |
| Brenninger 59’ Ohlhauser 76’ Nafziger 83’ | Marcatori |  |

| Francoforte sul Meno 15 gennaio 1966, ore 15:00 CET 19ª giornata | Eintracht Francoforte | 0 – 0 referto | Bayern Monaco | Waldstadion (66 000 spett.)\| Arbitro: \| Hennig \| |
| Arbitro:                                                         | Hennig                |               |               |                                                     |

| Arbitro: | Malka |

|                         |           |                       |
| Drescher 26’ Müller 48’ | Marcatori | 36’ Maas 78’ Krafczyk |

| Arbitro: | Baumgärtel |

|  |           |                                                     |
|  | Marcatori | 21’ Brenninger 27’ Müller 33’ Koulmann 48’ Nafziger |

| Arbitro: | Fork |

|                         |           |                |
| Nafziger 27’ Vučkov 59’ | Marcatori | 60’ Rosenfeldt |

| Arbitro: | Seekamp |

|                 |           |  |
| Wild 72’ (rig.) | Marcatori |  |

| Arbitro: | Ohmsen |

|                                                         |           |                              |
| Drescher 11’ Nowak 38’, 43’ Brenninger 48’ Koulmann 57’ | Marcatori | 12’ Netzer 44’ (rig.) Milder |

| Arbitro: | Herden |

|                            |           |  |
| Emmerich 48’, 66’ Held 83’ | Marcatori |  |

| Arbitro: | Weyland |

|                                      |           |  |
| Ohlhauser 9’ Werner 63’ Nafziger 90’ | Marcatori |  |

| Arbitro: | Treichel |

|            |           |  |
| Werner 33’ | Marcatori |  |

| Arbitro: | Jacobi |

|                             |           |                                    |
| Strehl 9’ (rig.) Brungs 83’ | Marcatori | 36’ (rig.) Brenninger 76’ Koulmann |

| Arbitro: | Baumgärtel |

|                                          |           |                  |
| Ohlhauser 13’ Beckenbauer 73’ Müller 77’ | Marcatori | 42’ Siemensmeyer |

| Arbitro: | Herden |

|            |           |                         |
| Rummel 54’ | Marcatori | 38’ Werner 71’ Nafziger |

| Arbitro: | Biwersi |

|  |           |                    |
|  | Marcatori | 18’ (rig.) Sieloff |

| Arbitro: | Schulenburg |

|            |           |               |
| Mielke 37’ | Marcatori | 70’ Ohlhauser |

| Arbitro: | Treichel |

|             |           |                                                         |
| Grosser 74’ | Marcatori | 3’ Hornig 22’ Overath 30’ (aut.) Beckenbauer 77’ Müller |

| Arbitro: | Thier |

|            |           |            |
| Schütz 19’ | Marcatori | 14’ Werner |

### Coppa di Germania
| Arbitro: | Deuschel |

|                         |           |  |
| Ohlhauser 1’ Müller 40’ | Marcatori |  |

| Arbitro: | Hilker |

|               |           |  |
| Ohlhauser 32’ | Marcatori |  |

| Arbitro: | Schulenburg |

|                              |           |  |
| Brenninger 10’ Ohlhauser 65’ | Marcatori |  |

| Arbitro: | Fritz |

|              |           |                                     |
| Kurbjuhn 27’ | Marcatori | 10’ (aut.) Dieckmann 58’ Brenninger |

| Arbitro: | Handwerker |

|            |           |                         |
| Brungs 59’ | Marcatori | 29’ Ohlhauser 98’ Nowak |

| Arbitro: | Schulenburg |

|                                                   |           |                          |
| Ohlhauser 31’ Brenninger 56’, 77’ Beckenbauer 82’ | Marcatori | 28’ Mielke 72’ Heidemann |

## Statistiche

### Statistiche di squadra
| Competizione      | Punti | In casa | In casa | In casa | In casa | In casa | In casa | In trasferta | In trasferta | In trasferta | In trasferta | In trasferta | In trasferta | Totale | Totale | Totale | Totale | Totale | Totale | DR  |
| Competizione      | Punti | G       | V       | N       | P       | Gf      | Gs      | G            | V            | N            | P            | Gf           | Gs           | G      | V      | N      | P      | Gf     | Gs     | DR  |
| ----------------- | ----- | ------- | ------- | ------- | ------- | ------- | ------- | ------------ | ------------ | ------------ | ------------ | ------------ | ------------ | ------ | ------ | ------ | ------ | ------ | ------ | --- |
| Bundesliga        | 47    | 17      | 12      | 2       | 3       | 42      | 15      | 17           | 8            | 5            | 4            | 29           | 23           | 34     | 20     | 7      | 7      | 71     | 38     | +33 |
| Coppa di Germania | -     | 4       | 4       | 0       | 0       | 9       | 2       | 2            | 2            | 0            | 0            | 4            | 2            | 6      | 6      | 0      | 0      | 13     | 4      | +9  |
| Totale            | 47    | 21      | 16      | 2       | 3       | 51      | 17      | 19           | 10           | 5            | 4            | 33           | 25           | 40     | 26     | 7      | 7      | 84     | 42     | +42 |

### Andamento in campionato
| Giornata  | 1  | 2 | 3 | 4 | 5 | 6 | 7 | 8 | 9 | 10 | 11 | 12 | 13 | 14 | 15 | 16 | 17 | 18 | 19 | 20 | 21 | 22 | 23 | 24 | 25 | 26 | 27 | 28 | 29 | 30 | 31 | 32 | 33 | 34 |
| --------- | -- | - | - | - | - | - | - | - | - | -- | -- | -- | -- | -- | -- | -- | -- | -- | -- | -- | -- | -- | -- | -- | -- | -- | -- | -- | -- | -- | -- | -- | -- | -- |
| Luogo     | T  | C | T | C | T | C | T | C | T | T  | C  | T  | C  | T  | C  | T  | C  | C  | T  | C  | T  | C  | T  | C  | T  | C  | C  | T  | C  | T  | C  | T  | C  | T  |
| Risultato | P  | V | V | V | V | V | V | P | V | N  | N  | V  | V  | V  | V  | P  | V  | V  | N  | N  | V  | V  | P  | V  | P  | V  | V  | N  | V  | V  | P  | N  | P  | N  |
| Posizione | 12 | 7 | 3 | 1 | 1 | 1 | 1 | 3 | 3 | 3  | 3  | 3  | 2  | 2  | 2  | 2  | 2  | 2  | 2  | 3  | 2  | 2  | 3  | 2  | 3  | 3  | 2  | 2  | 2  | 3  | 3  | 3  | 3  | 3  |

Legenda:

Luogo: C = Casa; T = Trasferta. Risultato: V = Vittoria; N = Pareggio; P = Sconfitta.

### Statistiche dei giocatori
| Giocatore        | Bundesliga | Bundesliga | Bundesliga  | Bundesliga | Coppa di Germania | Coppa di Germania | Coppa di Germania | Coppa di Germania | Totale   | Totale | Totale      | Totale     |
| Giocatore        | Presenze   | Reti       | Ammonizioni | Espulsioni | Presenze          | Reti              | Ammonizioni       | Espulsioni        | Presenze | Reti   | Ammonizioni | Espulsioni |
| ---------------- | ---------- | ---------- | ----------- | ---------- | ----------------- | ----------------- | ----------------- | ----------------- | -------- | ------ | ----------- | ---------- |
| F. Beckenbauer   | 33         | 4          | 0           | 0          | 6                 | 1                 | 0                 | 0                 | 39       | 5      | 0           | 0          |
| R. Blacut        | 0          | 0          | 0           | 0          | 0                 | 0                 | 0                 | 0                 | 0        | 0      | 0           | 0          |
| K. Borutta       | 27         | 0          | 0           | 0          | 3                 | 0                 | 0                 | 0                 | 30       | 0      | 0           | 0          |
| D. Brenninger    | 31         | 12         | 0           | 0          | 6                 | 4                 | 0                 | 0                 | 37       | 16     | 0           | 0          |
| D. Danzberg      | 2          | 0          | 0           | 1          | 0                 | 0                 | 0                 | 0                 | 2        | 0      | 0           | 1          |
| J. Drescher      | 28         | 3          | 0           | 0          | 3                 | 0                 | 0                 | 0                 | 31       | 3      | 0           | 0          |
| R. Grosser       | 3          | 1          | 0           | 0          | 0                 | 0                 | 0                 | 0                 | 3        | 1      | 0           | 0          |
| G. Kaussen       | 0          | 0          | 0           | 0          | 0                 | 0                 | 0                 | 0                 | 0        | 0      | 0           | 0          |
| F. Kosar         | 3          | 0          | 0           | 0          | 0                 | 0                 | 0                 | 0                 | 3        | 0      | 0           | 0          |
| D. Koulmann      | 27         | 5          | 0           | 1          | 3                 | 0                 | 0                 | 0                 | 30       | 5      | 0           | 1          |
| K. Kroiß         | 2          | 0          | 0           | 0          | 0                 | 0                 | 0                 | 0                 | 2        | 0      | 0           | 0          |
| A. Kunstwadl     | 2          | 0          | 0           | 0          | 0                 | 0                 | 0                 | 0                 | 2        | 0      | 0           | 0          |
| P. Kupferschmidt | 32         | 0          | 0           | 0          | 6                 | 0                 | 0                 | 0                 | 38       | 0      | 0           | 0          |
| S. Maier         | 31         | 0          | 0           | 0          | 6                 | 0                 | 0                 | 0                 | 37       | 0      | 0           | 0          |
| M. Mokosch       | 0          | 0          | 0           | 0          | 0                 | 0                 | 0                 | 0                 | 0        | 0      | 0           | 0          |
| G. Müller        | 33         | 15         | 0           | 0          | 6                 | 1                 | 0                 | 0                 | 39       | 16     | 0           | 0          |
| R. Nafziger      | 32         | 10         | 0           | 0          | 6                 | 0                 | 0                 | 0                 | 38       | 10     | 0           | 0          |
| H. Nowak         | 6          | 2          | 0           | 0          | 3                 | 1                 | 0                 | 0                 | 9        | 3      | 0           | 0          |
| R. Ohlhauser     | 29         | 13         | 0           | 0          | 6                 | 5                 | 0                 | 0                 | 35       | 18     | 0           | 0          |
| W. Olk           | 28         | 0          | 0           | 0          | 4                 | 0                 | 0                 | 0                 | 32       | 0      | 0           | 0          |
| H. Rigotti       | 15         | 0          | 0           | 0          | 6                 | 0                 | 0                 | 0                 | 21       | 0      | 0           | 0          |
| K. Schneider     | 0          | 0          | 0           | 0          | 1                 | 0                 | 0                 | 0                 | 1        | 0      | 0           | 0          |
| A. Vučkov        | 1          | 1          | 0           | 0          | 0                 | 0                 | 0                 | 0                 | 1        | 1      | 0           | 0          |
| P. Werner        | 8          | 4          | 0           | 0          | 1                 | 0                 | 0                 | 0                 | 9        | 4      | 0           | 0          |
| H. Windsperger   | 1          | 0          | 0           | 0          | 0                 | 0                 | 0                 | 0                 | 1        | 0      | 0           | 0          |